# スインホーキノボリトカゲ
スウィンホーキノボリトカゲ（学名：Diploderma swinhonis）は、爬虫綱有鱗目アガマ科キノボリトカゲ属に分類されるトカゲ。

## 分布
台湾の標高1,500メートル以下の低地および周辺の島嶼（小琉球、蘭嶼、緑島）

## 分類
以前は、旧キノボリトカゲ属Japaluraに分類されていた。2018年（論文の発行は2019年だが、2018年にオンライン上で発表）に形態と核DNA・ミトコンドリアDNAの分子系統推定から、旧キノボリトカゲ属を4属（新属Cristidorsa・Diploderma属をシノニムから復活させる・Japalura属・別属Pseudocalotesに含む）に分割する説が提唱された。本種はそのうちキノボリトカゲを模式種とした、キノボリトカゲ属Diplodermaに分類された。
古くは台湾に分布する旧キノボリトカゲ属が、Japalura swinhonisとJapalura mitsukuriiとされることもあった。このうち後者は本種の模式標本と比較されることなく新種記載され、後に本種のシノニムであることが判明した。前者のJ. swinhonisとされていたキノボリトカゲ類が実際には本種ではなく未記載であることが判明し、1991年にキノボリトカゲの亜種キグチキノボリトカゲJapalura polygonatum xanthostoma（2019年現在の分類ではDiploderma polygonatum xanthostomum）として記載された。

## 生態
鱗翅目の幼虫やアリ類などの昆虫を食べる。日本では消化管の内容物の調査から主にアミメアリやハリブトシリアゲアリなどのアリ類が検出され、スグリゾウムシPseudocneorhinus bifasciatus・外来種のアルファルファタコゾウムシ・ナミテントウなどの甲虫類、コカマキリStatilia maculataやオオカマキリ属Tenodera、シャクガ科Geometridaeやハマキガ科Tortricidaeといった鱗翅目の幼虫なども検出された報告例がある。
4 - 9月に産卵する。日本では6 - 7月の産卵例、8月に輸卵管から卵の発見例、9月に4個の卵を産んだ例がある。メスは頭胴長6.33センチメートル以上で、性成熟する。

## 人間との関係
日本では2006年に、磐田市で初めて定着が確認された（台湾から輸入された植物に紛れ込んでいたと推定されている）。2014年には羽島市で、台湾からの貨物に紛れ込んでいたと思われる個体が発見された。2016年に日向市で、ネコが捕獲した個体が発見された。2016年には厚木市でも捕獲例があり、2017年5月から2018年7月までに48個体が捕獲された。年をまたいで様々な成長段階の個体が複数捕獲されたこと・捕獲したメスが有精卵を産んだことから、磐田市に次いで厚木市でも定着したと考えられている。
日本では2016年8月に特定外来生物に指定（2016年10月施行）され、飼養・保管・運搬・放出・輸入などが規制された。2015年に環境省の生態系被害防止外来種リストにおける総合対策外来種のうち、その他の総合対策外来種に指定されている。